# Campionato Paraense
Il Campeonato Paraense è il campionato di calcio dello stato di Pará, in Brasile. Si svolge dal 1908, dagli anni settanta è organizzato dalla Federação Paraense de Futebol (FPF).

## Stagione 2020
- Águia de Marabá (Marabá)
- Bragantino-PA (Bragança)
- Carajás (Belém)
- Castanhal (Castanhal)
- Independente-PA (Tucuruí)
- Itupiranga (Itupiranga)
- Paragominas (Paragominas)
- Paysandu (Belém)
- Remo (Belém)
- Tapajós (Santarém)

## Titoli per squadra
Le squadre contrassegnate da un asterisco (*) non sono più attive.
| Squadra           | Città   | Titoli |
| ----------------- | ------- | ------ |
| Paysandu          | Belém   | 49     |
| Remo              | Belém   | 47     |
| Tuna Luso         | Belém   | 10     |
| União Esportiva * | Belém   | 2      |
| Independente      | Tucuruí | 1      |
| Cametá            | Cametá  | 1      |